# Kabelspoorweg van Kiev

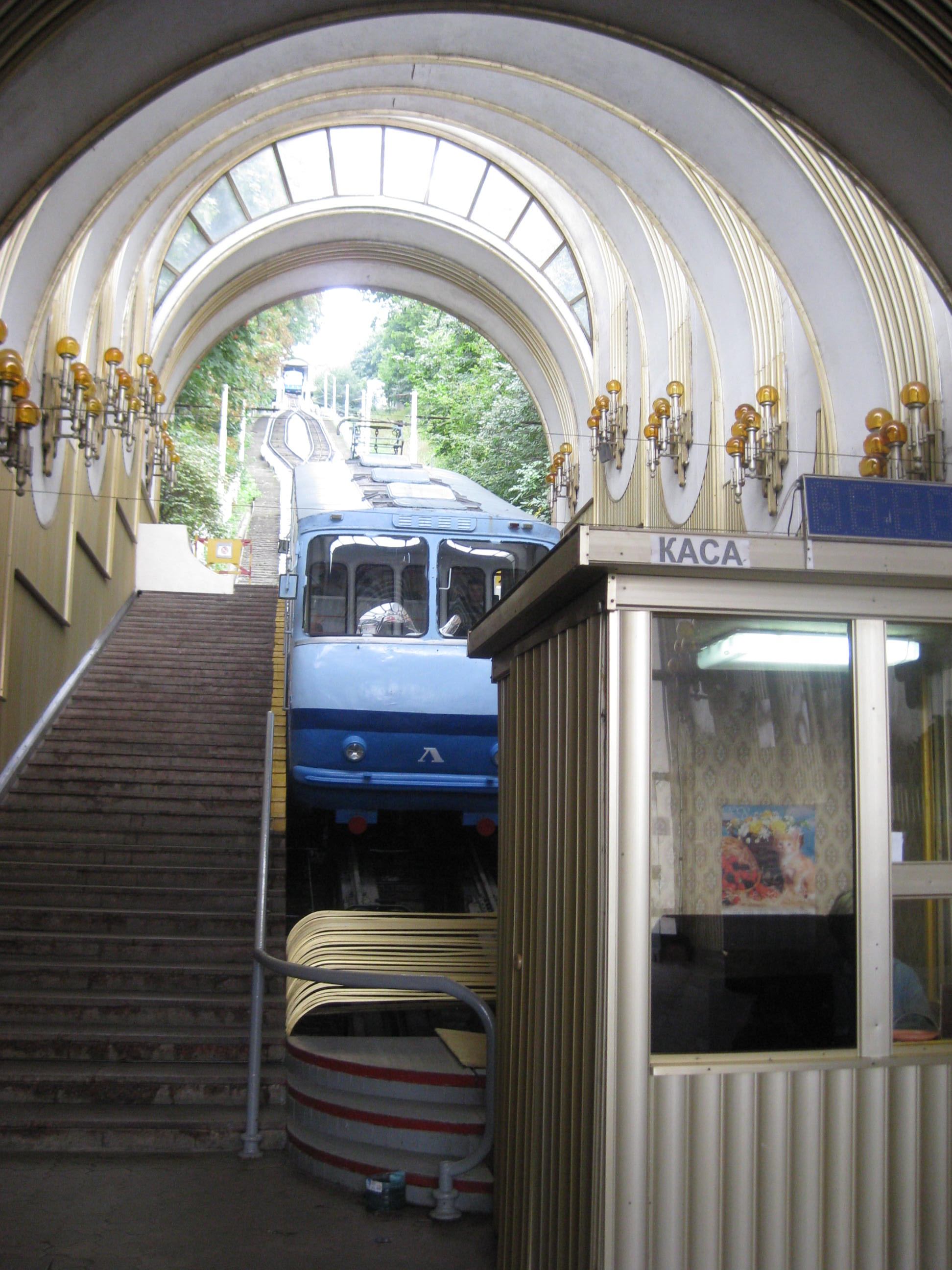
De kabeltrein van Kiev in het benedenstation

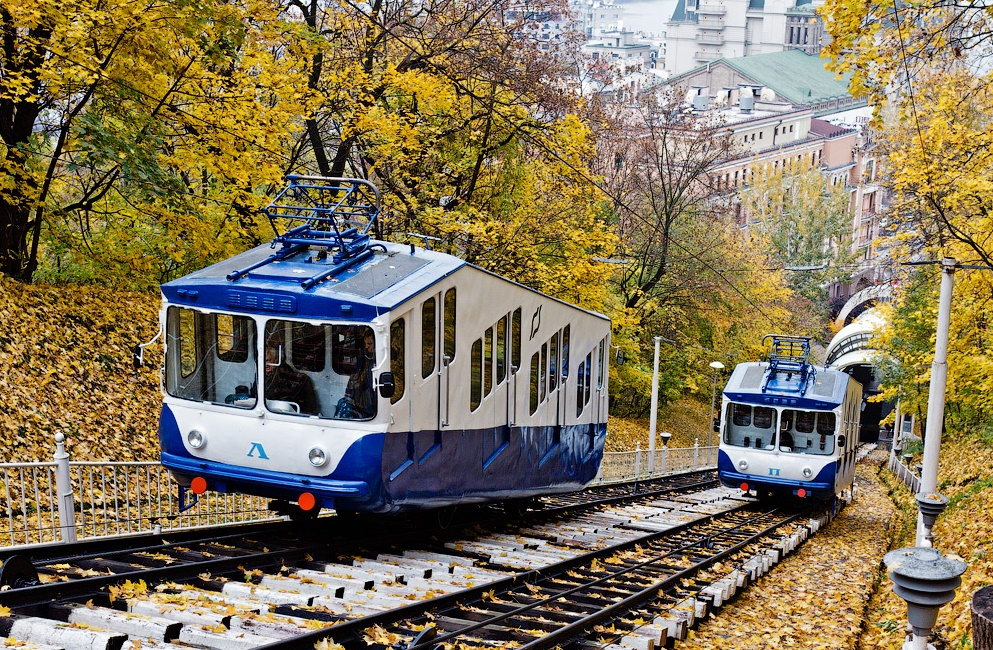
De kabeltrein van Kiev onderweg

De kabelspoorweg van Kiev (Oekraïens: Київський фунікулер, Kyjivsky foenikoeler) verbindt het hooggelegen historische centrum van de Oekraïense hoofdstad met de wijk Podil via de steile oever van de Dnjepr. De stations bevinden zich aan het Mychajlivska plosjtsja (boven) en het Posjtova plosjtsja (beneden), waar op de metro kan worden overgestapt. De baan heeft een totale lengte van 238 meter en een reis met de kabelspoorweg duurt ongeveer drie minuten.

## Geschiedenis
De kabelspoorweg werd aangelegd tussen 1902 en 1905 en werd op 20 mei [O.S. 7 mei] 1905 in gebruik genomen. Een Belgische eigenaar van het Kievse trambedrijf nam de kosten van de bouw, ongeveer 230.000 roebel, voor zijn rekening. De leiding van het project lag bij Arthur Abrahamson, die als spoorwegingenieur was opgeleid in Zürich en Sint-Petersburg. N. Pjatnitski tekende voor het ontwerp van de stationsgebouwen, N. Barisjnikov was verantwoordelijk voor het spoor.
Vanwege de nabijheid van Sint-Michielskathedraal droeg de kabeltrein aanvankelijk de naam Michajlivsky mechanitsjny pidjom (Михайлівський механічний підйом, Mechanische lift Sint-Michiel). Nadat de Sovjetautoriteiten de kathedraal in 1935 hadden gesloopt verviel deze naam echter.
In 1928, 1958 en 1984 onderging de kabelspoorweg een renovatie.

## Feiten en cijfers
De kabelspoorweg bestaat uit één spoor, met inhaalsporen aan beide zijden. De twee treinen van de spoorweg worden aangeduid met de cyrillische letters л (l) en п (p), die voor "links" (livo) en "rechts" (pravo) staan.
De spoorwijdte bedraagt 1000 mm; de gemiddelde helling van de spoorweg is 36%. De kabeltreinen worden aangedreven door een elektromotor die zich in het bovenstation bevindt. Het tarief is gelijk aan dat van de rest van het stedelijke openbaar vervoer in Kiev. De kabelspoorweg vervoert per jaar een kleine drie miljoen reizigers.